# Koti Fluctus
Koti Fluctus is een lavastroom op de planeet Venus. Madderakka Corona werd in 1997 genoemd naar Koti, een behulpzame geest in de mythologie van de Creek, een indianenvolk dat onder andere in de Amerikaanse staten Oklahoma en Florida woont.
De fluctus heeft een diameter van 400 kilometer en bevindt zich in het quadrangle Guinevere Planitia (V-30). Koti Fluctus vloeit vanaf Madderakka Corona richting noordoosten.